# Gordon (Nebraska)
Gordon é uma cidade localizada no estado americano de Nebraska, no Condado de Sheridan.

## Demografia
Segundo o censo americano de 2000, a sua população era de 1756 habitantes.
Em 2006, foi estimada uma população de 1561, um decréscimo de 195 (-11.1%).

## Geografia
De acordo com o United States Census Bureau, a localidade tem uma área de 2,4 km², sem área coberta por água. Gordon localiza-se a aproximadamente 1083 m acima do nível do mar.

## Localidades na vizinhança
O diagrama seguinte representa as localidades num raio de 40 km ao redor de Gordon.